# Ľuboreč
Ľuboreč és un poble i municipi d'Eslovàquia. Es troba a la regió de Banská Bystrica. La primera menció escrita de la vila es remunta al 1271.

## Demografia
| Godina             | 1994 | 2004    | 2014    | 2024   |
| ------------------ | ---- | ------- | ------- | ------ |
| Nombre de persones | 265  | 293     | 333     | 344    |
| Diferència         |      | +10,56% | +13,65% | +3,30% |

| Godina             | 2023 | 2024   |
| ------------------ | ---- | ------ |
| Nombre de persones | 349  | 344    |
| Diferència         |      | −1,43% |